# Jiří Stiegler
Jiří Stiegler (* 23. ledna 1942 Strakonice) je bývalý český fotbalový rozhodčí. Po skončení kariéry rozhodčího působil jako delegát.

## Fotbalová kariéra
Ve druhé lize chytal za Duklu Písek a VCHZ Pardubice.

## Kariéra rozhodčího
V československé lize působil v letech 1980-1991. Řídil celkem 145 ligových utkání. Jako mezinárodní rozhodčí v letech 1988-1989 řídil 2 mezistátní utkání. V evropských pohárech řídil v letech 1985-1990 v Poháru mistrů evropských zemí 1 utkání, v Poháru vítězů pohárů 5 utkání a v Poháru UEFA 5 utkání. Finále Československého poháru řídil v letech 1984 a 1990.